# Legiunea Străină (film din 2008)
Legiunea Străină este un film românesc din 2008 regizat de Mircea Daneliuc. Rolurile principale au fost interpretate de actorii Cătălin Paraschiv, Radu Ciobănașu, Radu Iacoban și Oana Piecniță.

## Distribuție
Distribuția filmului este alcătuită din:
- Cătălin Paraschiv — Aurel Coifan (Aurică), angajatul lui Maricel
- Radu Ciobănașu — Stelian Totolea (Stelică), polițist
- Radu Iacoban — Dumitru Galdău (Mitu), militar în termen la o unitate din apropiere
- Oana Piecniță — Lilica, localnică venită din Spania, verișoara lui Stelică
- Despina Stănescu — Vergina, bunica Lilicăi
- Nicodim Ungureanu — colonelul, comandantul unității militare
- Rică Răducanu — Maricel, un investitor în demolări și fier vechi
- Mihaela Ailincăi — Vica, soția lui Aurică
- Gheorghe Frunză — primarul
- Marius Rogojinschi — dr. Ionescu, medicul de la spitalul din Gorcoi
- Corneliu Cimpoaie — dr. Vlad, medic legist la spitalul din Gorcoi
- Vitalie Ursu — bodyguardul
- Gheorghe Dănilă — șeful de post
- Florin Fluieraș — sergentul
- Marius Damian — camaradul lui Mitu
- Dan Cogălniceanu — aghiotantul
- George Lungoci — comandant de escortă
- Toma Cuzin — polițistul
- Constantin Ghenescu — Onofrei
- Bujor Macrin — poștașul
- Dragoș Ionescu — caporalul
- Oxana Moravec — doctorița
- Eduard Cârlan — Pompilică, militar în termen
- Gheorghe Aur — santinela
- Mircea Teodorescu — om de afaceri
- Orădel Olaru — om de afaceri
- Adriana Pârvu — Grigorița, secretara primăriei
- Ionuț Bălan — consilierul primăriei
- Constantin Cojocaru — funcționarul mesageriei
- Vadim Rusu — funcționarul mesageriei
- Ionel Stoica — patron